# Hamamatsu
Hamamatsu (岡山市 Hamamatsu-shi) er en by i Japan. Byen ligger på sydsiden af øen Honshū og har 788.211(2021) indbyggere. Den ligger i præfekturet Shizuoka.